# جوهر عين
سعد الدولة جوهر عين (تُوفي عام 1100) كان مملوكًا تركيًا خصيًا في القرن الحادي عشر عمل كمسؤول حكومي ودبلوماسي وقائد عسكري للإمبراطورية السلجوقية. اسم "جوهر عين" يعني "مرآة الجوهرة". كان لدى مؤلفي العصور الوسطى آراء مختلفة عنه؛ فمثلًا أشاد به ابن الجوزي، وأشاد "بقدرته ورؤيته الواضحة وقيادته للجيش" بالإضافة إلى "تقواه واستقامته وعدله". وكان لدى ابن الأثير أيضًا رأي إيجابي عنه، قائلًا إنه "لم يأخذ شيئًا لنفسه من أهل ولايته". من ناحية أخرى، تحدث البندري عنه سلبًا، واصفًا إياه بأنه "ماكر كالكلب، شيء مثل الوحش، رجل بلا قضيب، امرأة بلا مهبل".

## الحياة
في وقت مبكر من حياته، كان جوهر عين مملوكًا تحت حكم الأمير البويهي أبو كليجار، الذي رافقه إلى بغداد في عام 1044 م. وفي وقت لاحق كان في خدمة الملك الرحيم بن أبي كليجار عندما سُجن في تبريك بالقرب من الري على يد السلطان السلجوقي طغرل. بعد وفاة الملك الرحيم في عام 1058 م، انتهى الأمر بجوهر عين في خدمة ألب أرسلان.
كان جوهر عين حاضرًا في معركة ملاذكرد في آب 1071 م. أسر مملوك تحت قيادته الإمبراطور البيزنطي رومانوس الرابع ديوجينس بنفسه أثناء المعركة. وفي رواية محمد بن علي الراوندي، عندما كان ألب أرسلان يتفقد قواته قبل المعركة، لاحظ المفتشون هذا المملوك "غير المهم للغاية" وأرادوا في الأصل إبعاده، لكن جوهر عين أوقف هذا الاعتراض، قائلًا إنه قد يكون مقدرًا له أن يأسر إمبراطور الروم. يسجل مؤرخون آخرون لاحقون سلسلة مماثلة من الأحداث، حيث غيروا المشاركين لجعل نظام الملك هو الشخص الذي طرد المملوك في البداية أو ألب أرسلان هو الشخص الذي اعترض وأصر على الاحتفاظ به. وفقًا لكوسوكي شيميزو، فإن رفض جوهر عين لمفتش الجيش يشير إلى أنه كان يشغل بالفعل منصبًا رفيعًا قبل المعركة. يلاحظ شيميزو أيضًا أنه في إصدارات القصة التي تضم جوهر عين ونظام الملك، فإن موقف نظام الملك المحتقر تجاه جوهر عين قد يشير إلى وجود عداء بالفعل بين الاثنين، وهو الأمر الذي سيصبح أكثر وضوحًا لاحقًا.
في كانون الأول 1071 أو كانون الثاني 1072 م، عيّن ألب أرسلان جوهر عين شحنةً (أي حاكمًا عسكريًا) لبغداد، وهو المنصب الذي سيشغله بشكل متقطع لبقية حياته. كان الاختيار الأصلي لألب أرسلان لهذا المنصب، في كانون الأول، هو أن يتولاه أيتكين السليماني، لكن الخليفة العباسي القائم اعترض لأن أحد أبناء أيتكين قتل أحد مماليك القائم. عُين جوهر عين بدلًا منه، ووصل إلى بغداد في كانون الثاني.
وفقًا لرواية الراوندي، كان جوهر عين حاضرًا عندما اُغتيل ألب أرسلان في تشرين الثاني 1072 م. وحاول إيقاف القاتل عن طريق حماية ألب أرسلان بجسده وأصيب في هذه العملية، لكنه لم يتمكن من منع الاغتيال من الحدوث.
بعد وفاة ألب أرسلان، اندلعت حرب أهلية بين ابنه ملك شاه الأول وشقيقه قاورد. هُزم قاورد وأُسر أمام ملك شاه، الذي أمر جوهر عين بإعدام قاورد. بدوره، أمر جوهر عين مرؤوسيه بتنفيذ الإعدام نيابة عنه.
كان ملك شاه يكنّ احترامًا كبيرًا لجوهر عين، وباعتباره شحنةً لبغداد، قاد الوفد السلجوقي إلى القائم للحصول على اعترافه الرسمي بسلطنة ملك شاه. حدث هذا في تشرين الأول 1073 م. وفي وقت لاحق، قاد جوهر عين المفاوضات السلجوقية لطلب ملك شاه الزواج من ابنة المقتدي، الذي خلف القائم خليفةً.
في عام 1078 م، أعاد نظام الملك تعيين جوهر عين شحنةً لبغداد - ويبدو أن المنصب قد انتقل إلى شخص آخر بحلول ذلك الوقت - وأرسله إلى بغداد لإقالة وزير الخليفة العباسي فخر الدولة بن جاهر، من منصبه. اندلعت أعمال شغب مميتة في بغداد في العام السابق، وتعرض نجل نظام الملك مؤيد الملك للخطر. ألقى نظام الملك باللوم في الأمر على فخر الدولة. وصل جوهر عين في 23 تموز وحصل على مقابلة يوم الثلاثاء 14 آب، حيث سلم رسالة يطلب فيها إقالة فخر الدولة. في البداية، رفض المقتدي هذا الطلب، ولكن بحلول 27 آب، هدد جوهر عين بمهاجمة القصر ما لم يمتثل. وفي مواجهة التهديد بالعنف، لم يكن أمام المقتدي خيار سوى الموافقة على طلب نظام الملك.
في هذه الأثناء، كان سلوك جوهر عين يثير خوف بعض مواطني بغداد على ما يبدو - فقد كان يقرع الطبول خلال ساعات الصلاة كل يوم، ويصرخ "لا يوجد خيار سوى تسليمي الوزير. لن أسمح بالتأخير". وفي وقت ما، دخل على ما يبدو قصر الفردوس وهو ثمل سكران، وأغلق البوابة، ومكث هناك ليلة ويومًا. ويبدو أن جوهر عين قد طلب الحق في قرع الطبول الاحتفالية خلال ساعات الصلاة في وقت ما، ولكن رُفض طلبه لأنه لم يكن من المعتاد. وعندما فعل ذلك على أي حال، وُبخ؛ فأجاب بأنه لديه إذن من السلطان يسمح له بذلك. كما تجاهل جوهر عين ابن جاهر وأصر على تسليم الرسالة مباشرة إلى الخليفة نفسه، وهو ما اعتبر إهانة لكرامة الوزير. كما كانت كل هذه التصرفات بمثابة لعبة قوة لتأكيد هيمنة السلاجقة على الخليفة العباسي، وإذلال العباسيين.
في كانون الثاني 1080 م، رافق جوهر عين وخمار تكين الشرابي ملك شاه إلى خوزستان للذهاب للصيد. ووفقًا لابن الأثير، كان الاثنان يتآمران لقتل ابن علان، جابي الضرائب اليهودي في البصرة، لأنه كان تحت حماية نظام الملك وكانا كلاهما أعداء لنظام الملك. ووفقًا لمنتظم ابن الجوزي، كان الأميران جوهر عين وخمار تكين يحاولان إحداث شقاق بين ملك شاه ونظام الملك. ويبدو أن ملك شاه كان قلقًا أيضًا من أن ثروة ابن علان وقوته ستزداد. فألقى القبض على ابن علان وأمر بإعدامه غرقًا، وهو ما نفذه أحد مرؤوسي جوهر عين. وافق ملك شاه على منح خمار تكين مزرعة الضرائب في البصرة مقابل جزية سنوية قدرها 100000 دينار و100 حصان؛ كما صادر 100000 دينار إضافية من ثروة ابن علان لنفسه. كان نظام الملك غاضبًا وسينعزل عن الأماكن العامة لمدة ثلاثة أيام. واجه لاحقًا ملك شاه في وليمة كان يقيمها على شرف ملك شاه، لكن ملك شاه قدم اعتذارات وأُسقط الأمر على ما يبدو.
في السنوات التالية، شارك جوهر عين في العديد من الحملات العسكرية الكبرى، والتي تفصل بينها فترات للتعامل مع الاضطرابات العامة في بغداد. أولًا، في أيلول 1085 م، رافق فخر الدولة بن جاهر - الذي كان يعمل الآن لصالح السلاجقة - في حملته ضد المروانيين في ميافارقين. وانضم إلى حملة ابن جاهر أيضًا أميران سلجوقيان هما قره تكين وأنوش تكين. بعد انتهاء هذه الحملة بنجاح، عاد جوهر عين إلى بغداد ويُفترض أنه كان لا يزال شحنةً هناك. اندلعت خمس أعمال شغب في بغداد خلال الأشهر الأولى من عام 1086، ولكن بينما تذكر المصادر أن الشحنة لعب دورًا في قمعها، إلا أنها لم تذكره بالاسم لذا فمن غير الواضح ما إذا كان هذا هو جوهر عين أم شخصًا آخر، ولكن مما لا شك فيه أن السلاجقة أحدثوا اضطرابات كبيرة، ونزاعات طائفية في بغداد خلال ذلك الوقت. وفي وقت لاحق في نيسان أو أيار 1087 م أحضر هو وبرسق الأمتعة اللازمة لحفل الزفاف بين الخليفة العباسي المقتدي وابنة ملك شاه في بغداد.
في كانون الأول 1087 م، شارك جوهر عين في حملة كبرى ثانية، هذه المرة ضد معذب الدولة أحمد، الحاكم العربي للبطيحة في جنوب العراق. وقد كان الحكم القاسي للسلاجقة على الشيعة وإرغامهم على اعتقادات أهل السنة بدأ في زيادة ملحوظة في الاضطرابات المدنية. فاندلعت أعمال شغب أخرى في شباط 1088 م، بين أشخاص من أحياء الكرخ (حي شيعي) وحي بوابة البصرة (حي سني) في بغداد، وهذه المرة تذكر المصادر صراحةً جوهر عين باعتباره الشخص الذي قمعها وذبح رجال حي الكرخ. كما لعب دورًا في الحفاظ على النظام أثناء المزيد من الاضطرابات في نيسان/أيار 1088 م. اندلعت أعمال شغب أخرى في تموز/آب 1089 م، وتم نهب معظم حي قناة الدجاج وإحراقه واعتُدي على نساء الشيعة وأُخذ جماعة من أطفالهم. كان خمّار تكين، الذي كان نائب جوهر عين، هو الشخص الذي تعامل مع هذا الحادث.
في عام 1089 م، أرسل ملك شاه رسالة إلى المقتدي يطلب فيها عودة ابنته إلى المنزل؛ إذ كانت تشعر على ما يبدو بالغربة في بغداد. رافقها جوهر عين في طريق عودتها إلى المنزل برفقة بعض من مرافقي الخليفة. ووفقًا لشيميزو، يشير هذا إلى أن "الواجب الرئيس لجوهر عين كان الحفاظ على العلاقات الدبلوماسية بين السلطان والخليفة". وفي وقت لاحق، في عام 1090 م، ذهب إلى البصرة برفقة الحاكم المزيدي سيف الدولة صدقة للمساعدة في صد هجوم القرامطة.
في نيسان/أيار 1091 م، لعب جوهر عين دورًا في إقالة الوزير العباسي أبو شجاع الروذراوري من منصبه. عندما تعرض وكيل ملك شاه ونظام الملك، أبو سعد بن سماحة، للسرقة في بغداد، كتب جوهر عين إلى البلاط السلجوقي يشكو من الأمر ويقول إن وزير الخليفة يجب أن يكون مسؤولًا عن الحفاظ على الأخلاق العامة. أدّى هذا إلى إرسال مبعوث إلى المقتدي، الذي طرد الروذراوري. وفي وقت لاحق، شارك جوهر عين في حملة في الحجاز واليمن بقيادة الأمير التركماني شبق.
بعد وفاة ملك شاه، تصرف جوهر عين بانتهازية. فدعم في البداية تتش بن ألف أرسلان لخلافة ملك شاه وألقى الخطبة باسمه في بغداد، ولكن عندما اضطر تتش للعودة إلى الشام في عام 1093 م، وُضع جوهر عين في "موقف صعب". ذهب إلى بركياروق واعتذر؛ وانحاز إليه الأميران بورسوق وجموش تكين الجندار. اعتذر بركياروق عنه وأعاد تعيينه شحنةً لبغداد، لكنه صادر إقطاع جوهر عين. ومع ذلك، في نفس العام، أعطى جوهر عين إقطاع الأمير يلباض الذي أُعدم، وزاد راتبه في نفس الوقت. (كملاحظة جانبية حول إقطاعات جوهر عين، فقد أعطاه ألب أرسلان واسط إقطاعًا، كما حصل أيضًا على تكريت من تركان خاتون، لكن تكريت ذهبت إلى غموش تكين بعد وفاة ملك شاه ولم يحتفظ جوهر عين بتكريت مرة أخرى).
بعد فترة وجيزة من تعيين جوهر عين من بركياروق، اندلعت أعمال شغب في حي الناصرية ببغداد في تموز 1093 م، حيث كانت اضطهادات ومحاكم تفتيش تُقام على الشيعة، فاستطاع قمعها. ألقى الخطبة باسم بركياروق في شباط 1094 م؛ وكان تتش قد عين شحنةً خاصًا به في بغداد وحاول أن يجعل الخليفة يلقي الخطبة باسمه لكنه فشل.
انحاز جوهر عين لاحقًا إلى محمد الأول طبار ضد بركياروق لفترة من الوقت، لكنه بدّل جانبه مرة أخرى وعاد إلى دعم بركياروق. التقى الجانبان في النهاية في معركة النهر الأبيض بالقرب من همدان في أيار 1100 م. في هذه المعركة، قاد جوهر عين الجناح الأيمن لبركياروق، إلى جانب عز الدولة بن صدقة، بينما قاد كربغا الجناح الأيسر وقاد بركياروق نفسه المركز. نجحت قوات جوهر عين في هذه المعركة وهزمت الجناح الأيسر لمحمد طبار (بقيادة مؤيد الملك)، لكن الجناح الأيسر لبركياروق تحت قيادة كربغا انهار واضطر جوهر عين إلى التراجع. وبينما كان ينسحب، تعثّر جواده وسقط على الأرض، حيث قتله جندي خراساني من الجانب الآخر وقطع رأسه. (وفقًا لابن الجوزي، قُتل جوهر عين ليس لأن جواده تعثّر بل لأنه أسقط سلاحه الخاص، وهو ما يبدو أقرب للصحة) أدى موت جوهر عين إلى انهيار قوات بركياروق تمامًا وفرارهم.
وبعد وفاته، نُقل جثمان جوهر عين إلى بغداد ودُفن في الجانب الشرقي من المدينة، مقابل رباط أبي منجب.